# Діпша
Діпша (рум. Dipșa) — село у повіті Бистриця-Несеуд в Румунії. Входить до складу комуни Галацій-Бістріцей.
Село розташоване на відстані 308 км на північний захід від Бухареста, 19 км на південь від Бистриці, 67 км на схід від Клуж-Напоки.

## Населення
За даними перепису населення 2002 року у селі проживали 868 осіб.
Національний склад населення села:
| Національність | Кількість осіб | Відсоток |
| -------------- | -------------- | -------- |
| румуни         | 805            | 92,7%    |
| цигани         | 59             | 6,8%     |

Рідною мовою назвали:
| Мова      | Кількість осіб | Відсоток |
| --------- | -------------- | -------- |
| румунська | 824            | 94,9%    |
| циганська | 40             | 4,6%     |